# 4513 Louvre
A 4513 Louvre (ideiglenes jelöléssel 1971 QW1) a Naprendszer kisbolygóövében található aszteroida. Tamara Mihajlovna Szmirnova fedezte fel 1971. augusztus 30-án.